# Micrathyria pirassunungae
Micrathyria pirassunungae – gatunek ważki z rodziny ważkowatych (Libellulidae). Występuje na terenie Ameryki Południowej.